# چرخه گرگینه
«چرخه گرگینه» (انگلیسی: Cycle of the Werewolf) یک کتاب از استیون کینگ است که در سال ۱۹۸۳ منتشر شده است.